# Critics’ Choice Television Awards 2025

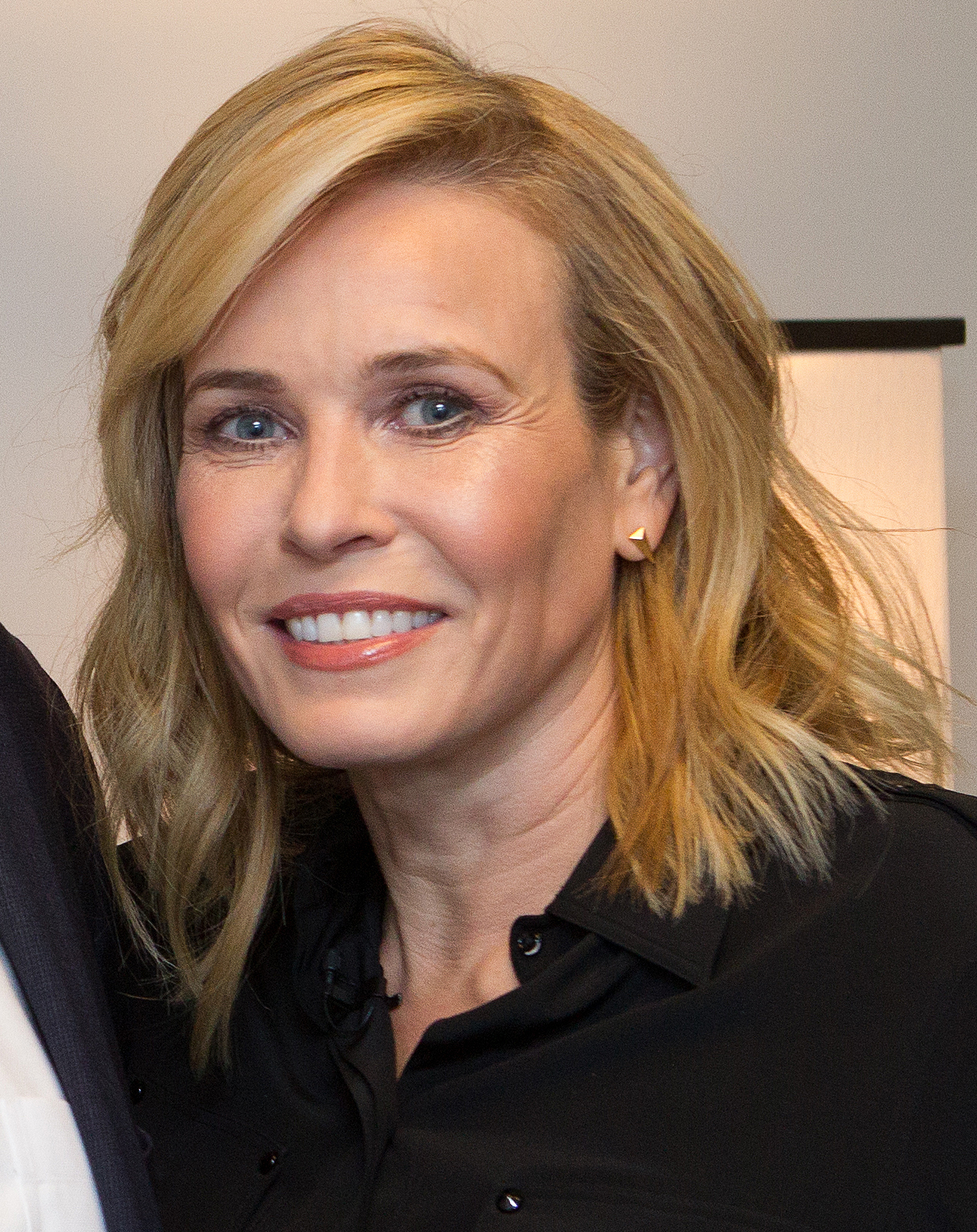
Chelsea Handler, die Moderatorin der Veranstaltung

Die 15. Verleihung der US-amerikanischen Critics’ Choice Television Awards (englisch 30th Critics’ Choice Awards), die jährlich von der Critics Choice Association (CCA) vergeben werden, fand am 7. Februar 2025 im Barker Hangar auf dem Santa Monica Municipal Airport im kalifornischen Santa Monica statt. Sie sollte ursprünglich bereits am 12. Januar 2025 stattfinden, musste aber aufgrund von verheerenden Waldbränden in Südkalifornien verschoben werden. Die Verleihung wurde live vom US-Kabelsender E! ausgestrahlt und von Chelsea Handler moderiert.
Die Nominierungen wurden am 5. Dezember 2024 bekanntgegeben.

## Gewinner und Nominierte
| Serie/Film                    | N | A |
| ----------------------------- | - | - |
| Shōgun                        | 6 | 4 |
| Hacks                         | 4 | 3 |
| The Penguin                   | 4 | 2 |
| Abbott Elementary             | 4 | 0 |
| Diplomatische Beziehungen     | 4 | 0 |
| Disclaimer                    | 4 | 0 |
| What We Do in the Shadows     | 4 | 0 |
| Rentierbaby                   | 3 | 2 |
| Nobody Wants This             | 3 | 1 |
| English Teacher               | 3 | 0 |
| Feud: Capote vs. The Swans    | 3 | 0 |
| The Old Man                   | 3 | 0 |
| Only Murders in the Building  | 3 | 0 |
| Ripley                        | 3 | 0 |
| True Detective: Night Country | 3 | 0 |

### Beste Comedyserie
Hacks
Abbott Elementary
English Teacher
Nobody Wants This
Only Murders in the Building
Somebody Somewhere
St. Denis Medical
What We Do in the Shadows

### Bester Hauptdarsteller in einer Comedyserie
Adam Brody – Nobody Wants This
Brian Jordan Alvarez – English Teacher
David Alan Grier – St. Denis Medical
Steve Martin – Only Murders in the Building
Kayvan Novak – What We Do in the Shadows
Martin Short – Only Murders in the Building

### Beste Hauptdarstellerin in einer Comedyserie
Jean Smart – Hacks
Kristen Bell – Nobody Wants This
Quinta Brunson – Abbott Elementary
Natasia Demetriou – What We Do in the Shadows
Bridget Everett – Somebody Somewhere
Kristen Wiig – Palm Royale

### Bester Nebendarsteller in einer Comedyserie
Michael Urie – Shrinking
Paul W. Downs – Hacks
Asher Grodman – Ghosts
Harvey Guillén – What We Do in the Shadows
Brandon Scott Jones – Ghosts
Tyler James Williams – Abbott Elementary

### Beste Nebendarstellerin in einer Comedyserie
Hannah Einbinder – Hacks
Liza Colón-Zayas – The Bear: King of the Kitchen (The Bear)
Janelle James – Abbott Elementary
Stephanie Koenig – English Teacher
Patti LuPone – Agatha All Along
Annie Potts – Young Sheldon

### Beste Dramaserie
Shōgun
The Day of the Jackal
Diplomatische Beziehungen (The Diplomat)
Evil
Industry
Interview with the Vampire
The Old Man
Slow Horses – Ein Fall für Jackson Lamb (Slow Horses)

### Bester Hauptdarsteller in einer Dramaserie
Hiroyuki Sanada – Shōgun
Jeff Bridges – The Old Man
Ncuti Gatwa – Doctor Who
Eddie Redmayne – The Day of the Jackal
Rufus Sewell – Diplomatische Beziehungen (The Diplomat)
Antony Starr – The Boys

### Beste Hauptdarstellerin in einer Dramaserie
Kathy Bates – Matlock
Caitríona Balfe – Outlander
Shanola Hampton – Found
Keira Knightley – Black Doves
Keri Russell – Diplomatische Beziehungen (The Diplomat)
Anna Sawai – Shōgun

### Bester Nebendarsteller in einer Dramaserie
Tadanobu Asano – Shōgun
Michael Emerson – Evil
Mark-Paul Gosselaar – Found
Takehiro Hira – Shōgun
John Lithgow – The Old Man
Sam Reid – Interview with the Vampire

### Beste Nebendarstellerin in einer Dramaserie
Moeka Hoshi – Shōgun
Allison Janney – Diplomatische Beziehungen (The Diplomat)
Nicole Kidman – Special Ops: Lioness
Skye P. Marshall – Matlock
Anna Sawai – Pachinko – Ein einfaches Leben (Pachinko)
Fiona Shaw – Bad Sisters

### Bester Fernsehfilm
Rebel Ridge
The Great Lillian Hall
Zeig mir, wer du bist (It’s What’s Inside)
Música
Out of My Mind: Mit Worten kann ich fliegen (Out of My Mind)
V/H/S/Beyond

### Beste Miniserie
Rentierbaby (Baby Reindeer)
Disclaimer
Masters of the Air
Unschuldig – Mr. Bates gegen die Post (Mr Bates vs The Post Office)
The Penguin
Ripley
True Detective: Night Country
We Were the Lucky Ones

### Bester Hauptdarsteller in einem Fernsehfilm oder einer Miniserie
Colin Farrell – The Penguin
Richard Gadd – Rentierbaby (Baby Reindeer)
Tom Hollander – Feud: Capote vs. The Swans
Kevin Kline – Disclaimer
Ewan McGregor – Ein Gentleman in Moskau (A Gentleman in Moscow)
Andrew Scott – Ripley

### Beste Hauptdarstellerin in einem Fernsehfilm oder einer Miniserie
Cristin Milioti – The Penguin
Cate Blanchett – Disclaimer
Jodie Foster – True Detective: Night Country
Jessica Lange – The Great Lillian Hall
Phoebe-Rae Taylor – Out of My Mind: Mit Worten kann ich fliegen (Out of My Mind)
Naomi Watts – Feud: Capote vs. The Swans

### Bester Nebendarsteller in einem Fernsehfilm oder einer Miniserie
Liev Schreiber – Ein neuer Sommer (The Perfect Couple)
Robert Downey Jr. – The Sympathizer
Hugh Grant – The Regime
Ron Cephas Jones – Genius: MLK/X
Logan Lerman – We Were the Lucky Ones
Treat Williams – Feud: Capote vs. The Swans

### Beste Nebendarstellerin in einem Fernsehfilm oder einer Miniserie
Jessica Gunning – Rentierbaby (Baby Reindeer)
Dakota Fanning – Ripley
Leila George – Disclaimer
Betty Gilpin – Three Women
Deirdre O’Connell – The Penguin
Kali Reis – True Detective: Night Country

### Beste fremdsprachige Serie
Squid Game (오징어 게임, Ojingeo Game, Südkorea)
Acapulco (Mexiko)
Citadel: Honey Bunny (Indien)
La Máquina (Mexiko)
Das Gesetz nach Lidia Poët (La legge di Lidia Poët, Italien)
Meine geniale Freundin (L’amica geniale, Italien)
Pachinko – Ein einfaches Leben (Pachinko, Südkorea)
Senna (Brasilien)

### Beste Animationsserie
X-Men ’97
Batman: Caped Crusader
Bluey
Bob’s Burgers
Invincible
Die Simpsons (The Simpsons)

### Beste Talkshow
John Mulaney Presents: Everybody’s in L.A.
The Daily Show
The Graham Norton Show
Hot Ones
The Kelly Clarkson Show
The Late Show with Stephen Colbert